# Riho Nakajima
Pour les articles homonymes, voir Nakajima.
Riho Nakajima (中島 理帆, Nakajima Riho), née le 31 janvier 1978 à Ōsakasayama, est une nageuse synchronisée japonaise.

## Carrière
Lors des Jeux olympiques de 1996 à Atlanta, Riho Nakajima remporte en ballet avec Miya Tachibana, Junko Tanaka, Rei Jimbo, Miho Takeda, Akiko Kawase, Mayuko Fujiki, Raika Fujii, Kaori Takahashi et Miho Kawabe la médaille de bronze olympique.